# 용서받은 여인
"용서받은 여인"은 한국에서 제작된 고영남 감독의 1976년 영화이다. 정혜선 등이 주연으로 출연하였고 박종찬 등이 제작에 참여하였다.

## 출연

### 주연
- 정혜선
- 정운용
- 박암